# OTO Melara

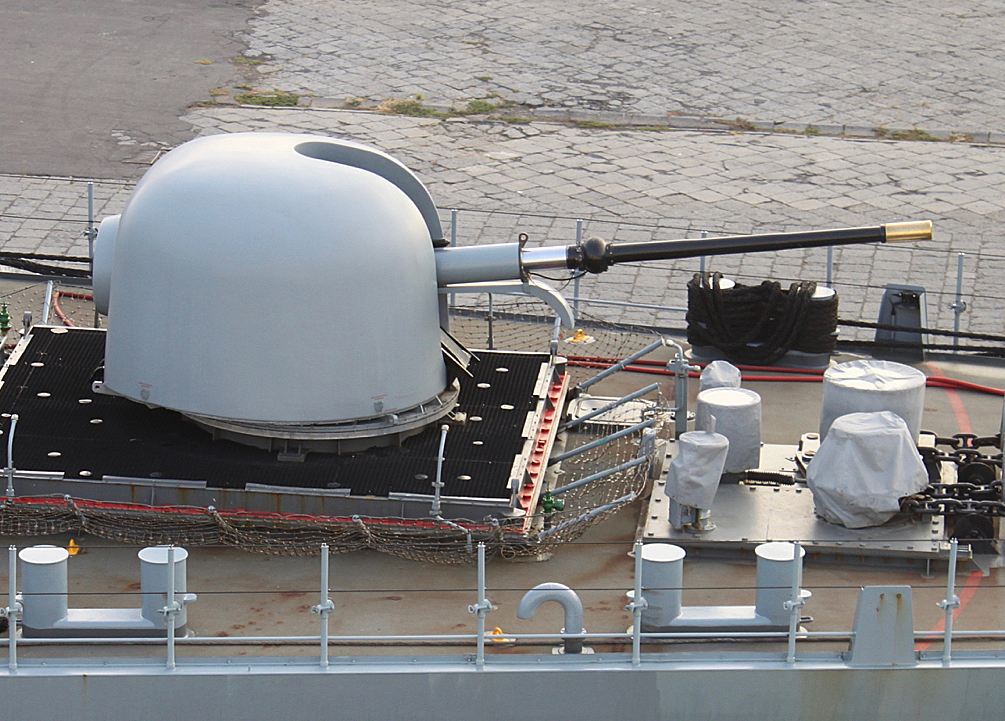
Armata 76 mm OTO Melara na niemieckiej fregacie “Mecklenburg-Vorpommern" (F 218) w porcie w Katanii

OTO MELARA – była spółką zależną włoskiej firmy Finmeccanica, obecnie Leonardo, działającą w sektorze obronnym, z fabrykami w Brescii i La Spezii.
Od 1 stycznia 2016 "OTO Melara" została przejęta przez spółkę "Leonardo".

## Historia
Została założona w 1905 jako wspólne przedsięwzięcie Vickers, oraz Terni Steelworks i podczas I wojny światowej pod nazwą "Vickers - Terni" produkowała wiele rodzajów broni o kalibrze 40 mm i większym. Wraz z fuzją z firmami stoczniowymi "Cantiere navale fratelli Orlando" w Livorno i stocznią "Cantieri navali Odero" w Sestri Ponente w 1929, nazwa firmy została zmieniona na "Odero Terni Orlando", stąd skrót “OTO“. Podczas II wojny światowej firma budowała głównie ciężkie działa morskie i okręty podwodne.
Zaraz po wojnie firma produkowała traktory i inne produkty cywilne. W 1953 zmieniła nazwę na "OTO Melara". Wkrótce firma ponownie skoncentrowała się na wytwarzaniu produktów wojskowych i odniosła swój pierwszy sukces eksportowy dzięki haubicy górskiej model 56, kaliber 105/L14. W kolejnych latach firma stała się znana z doskonałych dział morskich (zwłaszcza serii 76/62), które zostały zainstalowane na ponad 1000 okrętach wojennych. W dziedzinie systemów lądowych Oto Melara współpracowała z Fiatem i Iveco i wyprodukowała wspólnie wiele pojazdów wojskowych, jak kołowy niszczyciel czołgów Centauro II, czy podstawowy czołg włoski Ariete. Firma “Finmeccanica Breda“ z Brescii została całkowicie przejęta przez OTO Melara w 2001. W rezultacie niektóre produkty w dziale systemów lądowych otrzymały nazwę „OTO Breda”.